# Pusztabéla
Pusztabéla (horvátul: Pusta Bela), várrom Horvátországban, a Novi Marofhoz tartozó Béla falu határában.

## Fekvése
Béla várának romjai a Bélát a hegység déli oldalán található Podrute településsel összekötő út keleti oldalán emelkedő magaslaton találhatók.

## Története
Béla várát 1313-ban említik először, mint a johanniták vránai perjelségének birtokát. A várat stratégiailag fontos helyen, a Zagorjét már a középkorban is átszelő út mellett építették. A vár a Bednja völgyéből a hegyeken át Varasd felé vezető utat ellenőrizte. Építése a 12. század végére, vagy a 13. század elejére tehető. Kezdetben a johanniták itteni uradalmának a központja volt, egy ideig itt volt a rend magyar- és horvátországi perjeljének székhelye is. A rend kisebb megszakításokkal egészen 1434-ig birtokolta. Károly Róbertnek az oligarchák ellen vívott háborúja idején a Kőszegiek foglalták el, 1320-ban Ludbergi Miklós szerezte vissza tőlük. 1387-ben Zsigmond hívei foglalták el. 1440-ben VI. Albert osztrák herceg vezére, Hollenegg András foglalta el Tallóci János perjeltől. 1445 és 1456 között a Cilleieké volt, majd 1457-től 1468-ig Vitovec János horvát báné. Ekkor királyi birtok lett, majd Hunyadi Mátyás halála után fiáé Corvin Jánosé, aki 1500 körül a gersei Pethő családnak adta. A vár időközben 1481-ben egy tűzvészben leégett. Ezután felújították és lakott volt egészen 1653-ig, ami után már csak romként tettek róla említést. A vár egészen 1730-ig volt a gersei Pethő család család birtoka. Ma Pusta Bela néven rom a falu feletti hegyen.

## A vár mai állapota
Külső védőfalai szinte az eredeti magasságukig maradtak fenn kivéve a déli oldalt, melynek középső része leomlott. Belső építményeinek a kör alapú lakótorony maradványainak kivételével nyoma sem maradt.